# Suzuki Splash
Suzuki Splash je automobil vyvinutý společně firmami Suzuki a Opel. Jeho koncept byl představen na Pařížském autosalonu v roce 2006 a samotný automobil vystavil Frankfurtský autosalon v roce 2007.
Splash používá zkrácenou podvozkovou platformu modelu Swift. Ve výrobním programu je jakožto pětidveřový hatchback s prvky MPV zařazen pod ním a po odmlce nahradil modelovou řadu Wagon R+. Nabízené motory jsou tříválcový 1,0, čtyřválcový 1,2 a turbodiesel 1,3 původem od Fiatu. Motor 1,2 je nabízen také se čtyřstupňovou automatickou převodovkou.
| Model                           | 1.0 12V         | 1.2 16V          | 1.3 DDiS         |
| Uspořádání válců                | 3 v řadě        | 4 v řadě         | 4 v řadě         |
| Druh motoru                     | benzínový       | benzínový        | turbodiesel      |
| Typ motoru                      | K10B            | K12B             | Z13DTJ           |
| Objem (cm³)                     | 993             | 1.242            | 1.248            |
| Vrtání × zdvih (mm)             | 73,0 × 79,4     | 73,0 × 74,2      | 69,6 × 82,0      |
| Kompresní poměr                 | 11,0:1          | 11,0:1           | 17,6:1           |
| Výkon (kW)                      | 48 při 6000 ot. | 63 při 5500 ot.  | 55 při 4000 ot.  |
| Kroutící moment (Nm)            | 90 při 4800 ot. | 114 při 4400 ot. | 190 při 1750 ot. |
| Nejvyšší rychlost               | 160 km/h        | 175 (170)* km/h  | 165 km/h         |
| Zrychlení 0–100 km/h            | 14,7 s          | 12,3 (14,9)* s   | 13,9 s           |
| Kombinovaná spotřeba (l/100 km) | 5,0             | 5,5 (5,9)*       | 4,5              |
| Emise CO2 (g/km)                | 120             | 131 (142)*       | 120              |
| Pohotovostní hmotnost (kg)      | 1050            | 1065 (1115)*     | 1160             |

Pozn.: * = s automatickou převodovkou

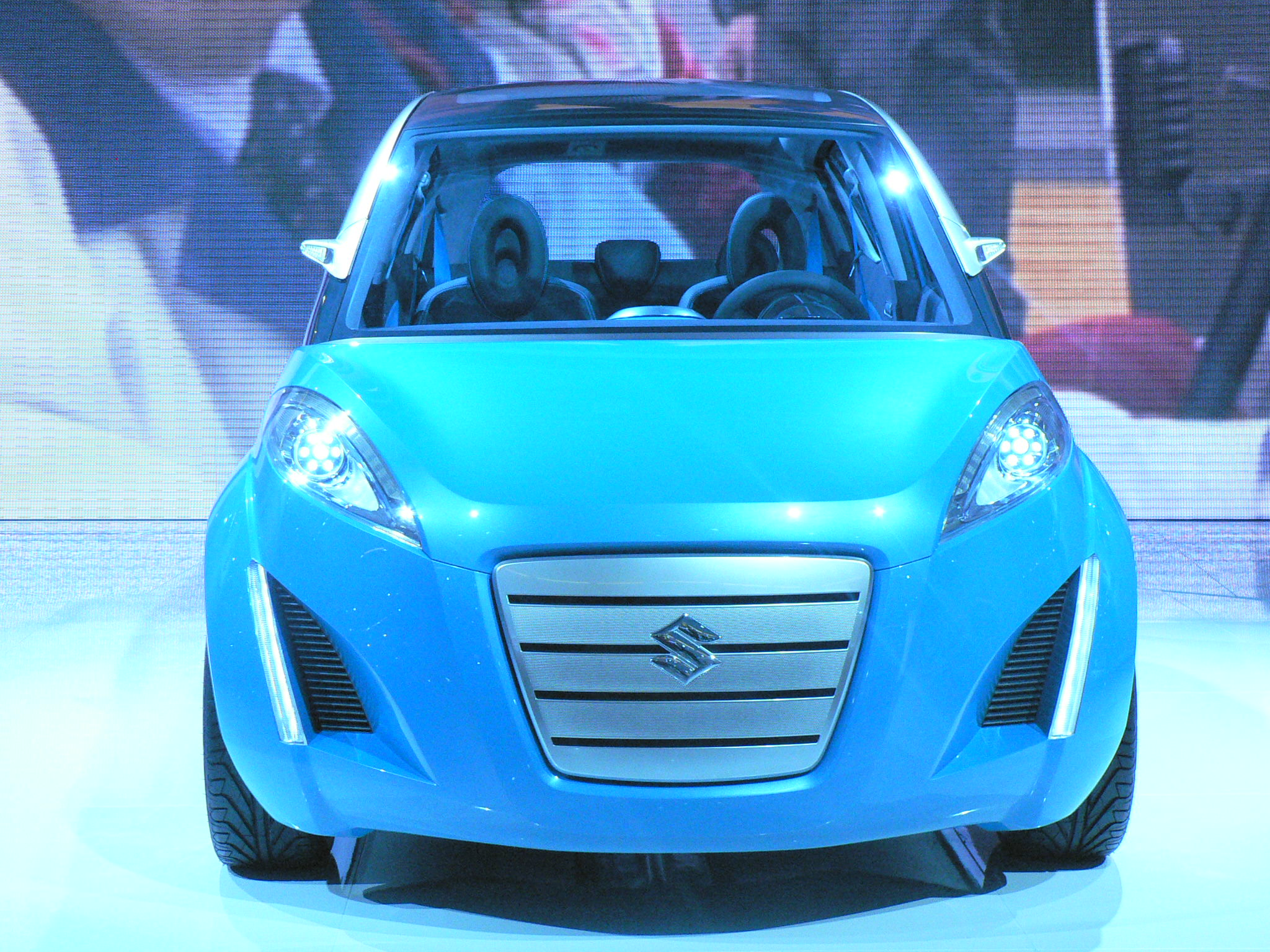
Koncept zepředu
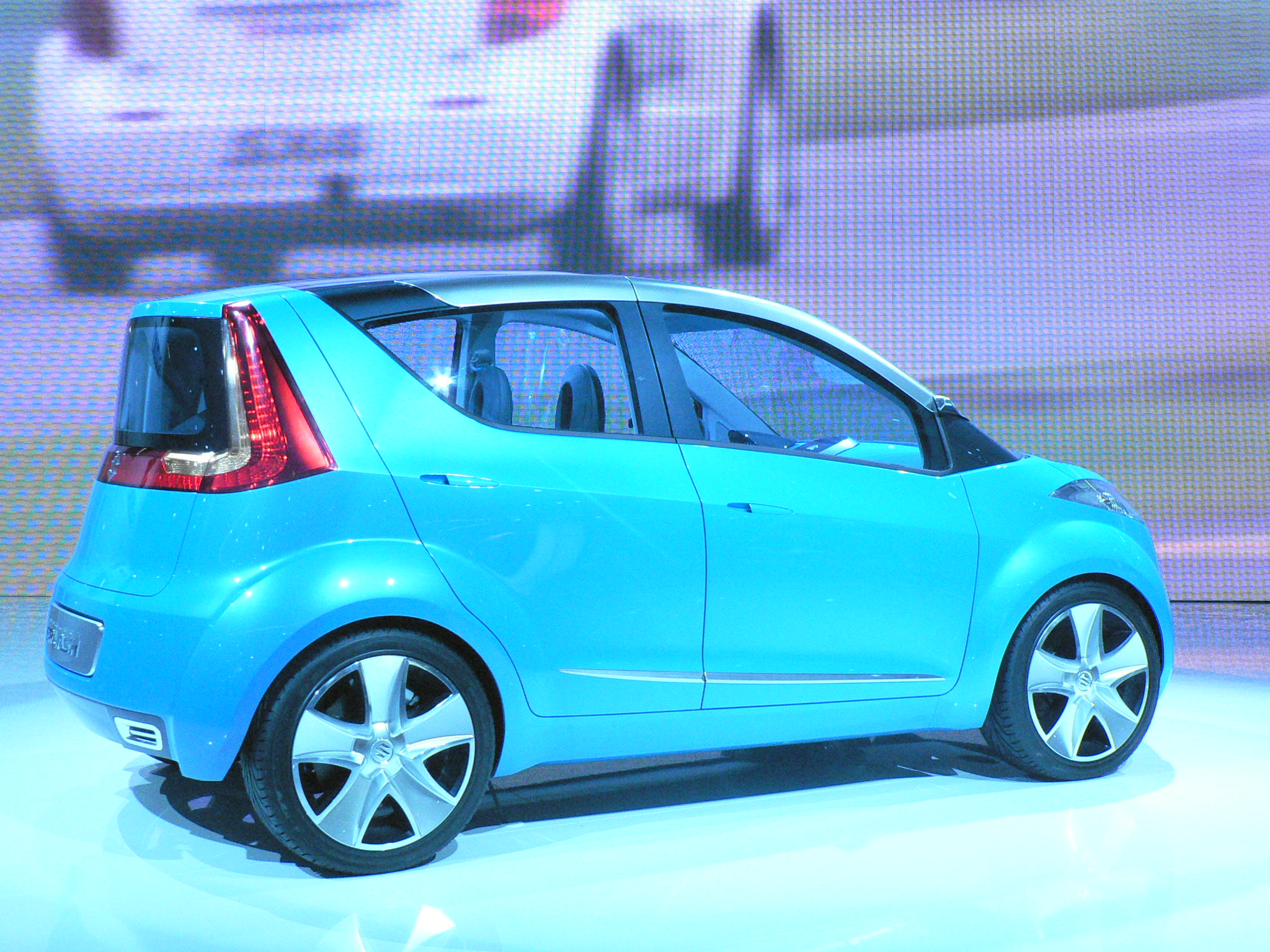
Koncept ze strany
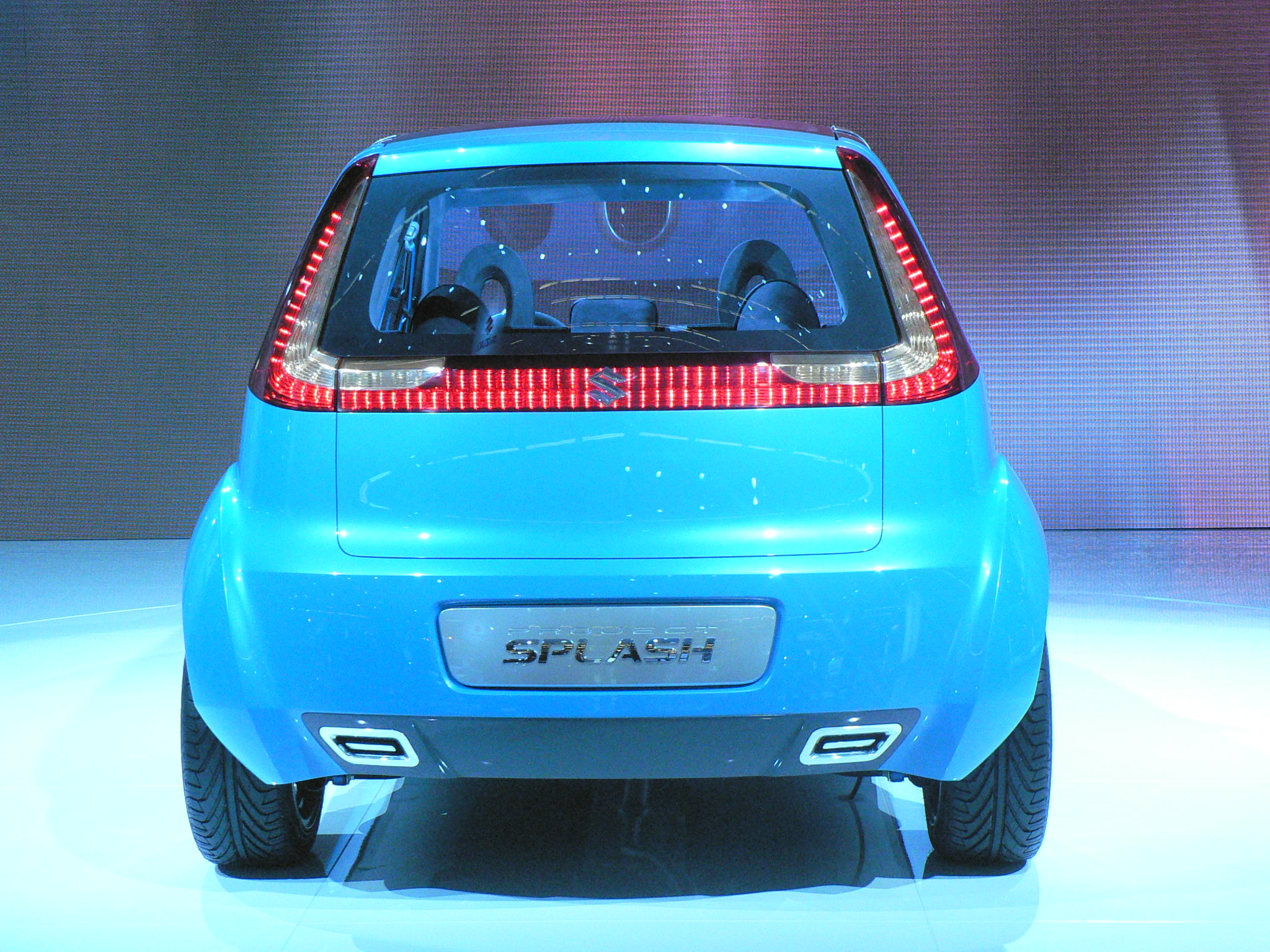
Koncept zezadu
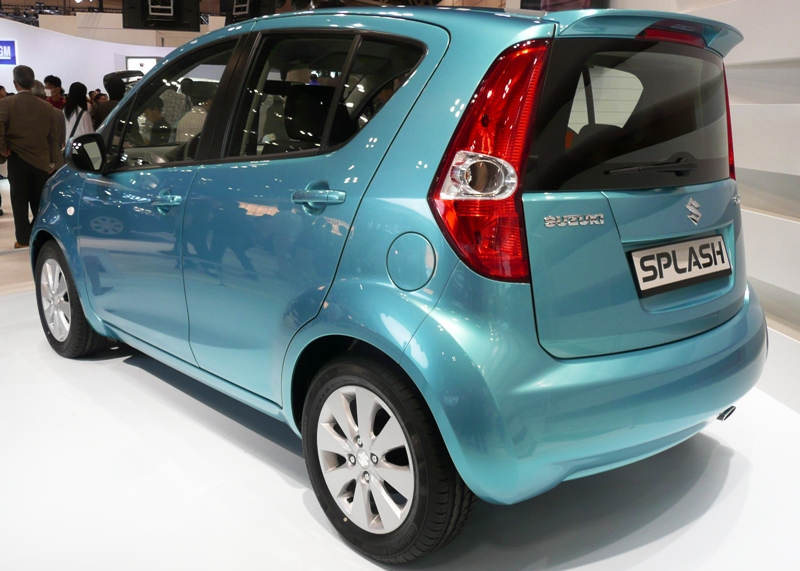
Suzuki Splash zezadu